# Somberek
Somberek là một thị trấn thuộc hạt Baranya, Hungary. Thị trấn này có diện tích 31,42 km², dân số năm 2010 là 1440 người, mật độ 46 người/km².